# Palazzo dei Vescovi (Caserta)

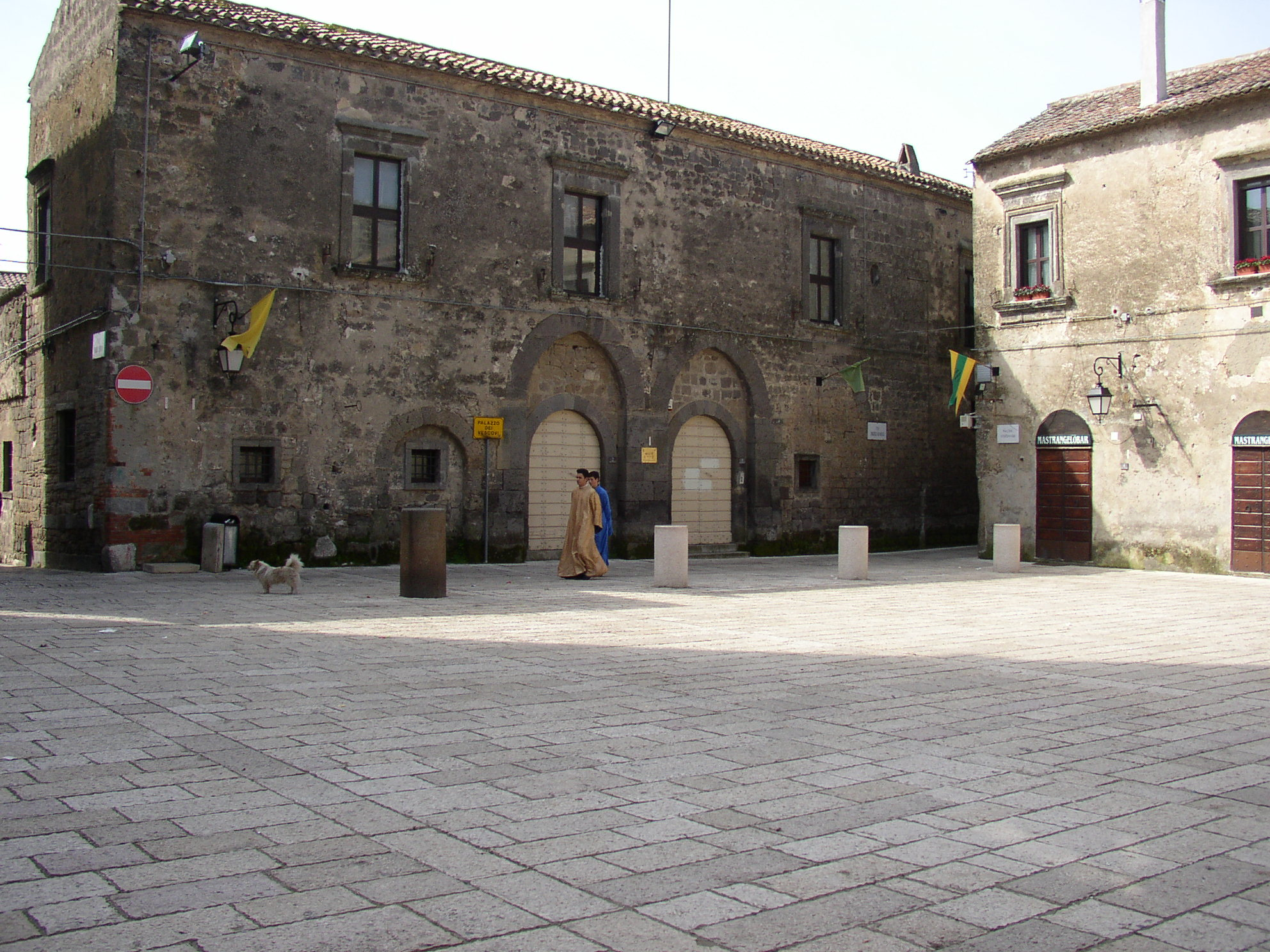
Palazzo dei Vescovi in Casertavecchia

Der Palazzo dei Vescovi ist ein Palast aus dem 13. oder 14. Jahrhundert in Casertavecchia, dem Mittelalterviertel von Caserta in der italienischen Region Kampanien. Er belegt die gesamte Südseite der Piazza del Duomo und ist bis heute die gesichert älteste, offizielle Residenz der Bischöfe von Caserta.

## Geschichte
Es gibt keine mittelalterlichen Zeugnisse, die die Existenz dieses Gebäudes bestätigen, das als Hauptresidenz der Bischöfe von Caserta in Casertavecchia bestätigen. Wie in sehr vielen italienischen Diözesanstädten bezeugt, musste der Bischofspalast unweit der Kathedrale liegen. Bisher gibt es keine Studien, die versucht haben, zu beweisen oder zu widerlegen, dass der Bischofspalast in Casertavecchia seit der Bulle von Senne 1113, dem Jahr der ersten Erwähnung des Bistums Caserta, Bischofsresidenz war.
Durch eine notarielle Urkunde aus den Jahren 1481/1482 weiß man, dass Bischof Giovanni Leoni Gallucci in Puccianiello, einem Viertel von Caserta unmittelbar am Fuße der Hänge der Berge von Caserta, residierte.
In denselben Jahren oder wenig später, aber in jedem Falle Anfang 1493 (das Jahr, in dem Giovanni Leoni Gallucci nach L’Aquila versetzt wurde), stiftete König Ferdinand I. von Neapel diesem Bischof seine Reitbahn in Caserta, die in Falciano lag.
Die erste historische Erwähnung des Gebäudes, das heute als Palazzo dei Vescovi in Casertavecchia bekannt ist, war in der Relation ad limina des Bischofs Gentile in Rom im Jahre 1609 an den Papst nach dem Ad-limina-Besuch. Dort erklärt Bischof Gentile, dass den Bischofspalast von Caserta „sul monte“ (dt.: auf dem Berg) restaurieren hatte lassen, weil er sich nun damit abgefunden hätte, dass seinen Anträgen auf Verlegung des Domsitzes in die Ebene nicht stattgegeben würde.

## Beschreibung
Der Palast hat einen L-förmigen Grundriss, der durch einen kleinen Hof geschlossen ist. Das Gebäude hat zwei Stockwerke und besteht aus Sichtmauerwerk aus Tuffstein in unregelmäßigen Blöcken. Die Fassade zum Platz zeigt im Erdgeschoss zwei Spitzbogenportale, die gleich weit von den Ecken der Ansicht entfernt sind. Die gotischen Elemente weisen auf eine Errichtung zwischen dem Beginn des 13. Jahrhunderts und der Mitte des 14. Jahrhunderts hin, als Casertavecchia seine Bedeutung verlor.
Im Obergeschoss sind Fenster mit Rahmen aus grauem Tuffstein angebracht, die als älter als die an den Seitenfassaden gelten, deren Rahmen durch kleine Halbreliefe in den Pfosten und Sockeln bereichert sind.
Ebenfalls dank der von Bischof Gentile vorangetriebenen Arbeiten wurde der Palast mit dem bischöflichen Seminargebäude durch eine gewölbte Überführung verbunden, die heute noch existiert.

## Damalige und heutige Nutzung
Offiziell fand die kanonische Verlegung des Bischofssitzes in die Kathedrale San Michele Arcangelo in Caserta in der Ebene erst 1841 statt. 1842 wurde sie durchgeführt. Ab 2005 war im Palazzo dei Vescovi einige Jahre lang das Museo delle Feste e delle tradizioni popolari (dt.: Museum der Feste und völkischen Traditionen) untergebracht. Seit 2020 ist er Sitz eines Beherbergungsbetriebes für Touristen.